# کارولینا بانگ
کارولینا بانگ (اسپانیایی: Carolina Bang‎؛ زادهٔ ۲۱ سپتامبر ۱۹۸۵) بازیگر اهل اسپانیا است. وی از سال ۲۰۰۵ میلادی تاکنون مشغول فعالیت بوده‌است. او در خانواده‌ای با مادری نروژی و پدری اسپانیایی بزرگ شد. در دوران کودکی، خانواده‌اش به مادرید نقل مکان کردند و در آنجا در رشته معماری فنی از دانشگاه پلی‌تکنیک مادرید فارغ‌التحصیل شد و همزمان در مؤسسه فیلم به تحصیل در رشته بازیگری پرداخت. او در سال ۲۰۱۱ نامزد دریافت جایزهٔ گویای «بهترین بازیگر جدید» شد.
از فیلم‌ها یا مجموعه‌های تلویزیونی که وی در آن‌ها نقش داشته است، می‌توان به سرزمین گرگ‌ها، شب بزرگ من، جادوگران سوگاراموردی، ۳۰ سکه، بار و به‌طور کاملاً اتفاقی اشاره نمود.